# Walecznych tysiąc

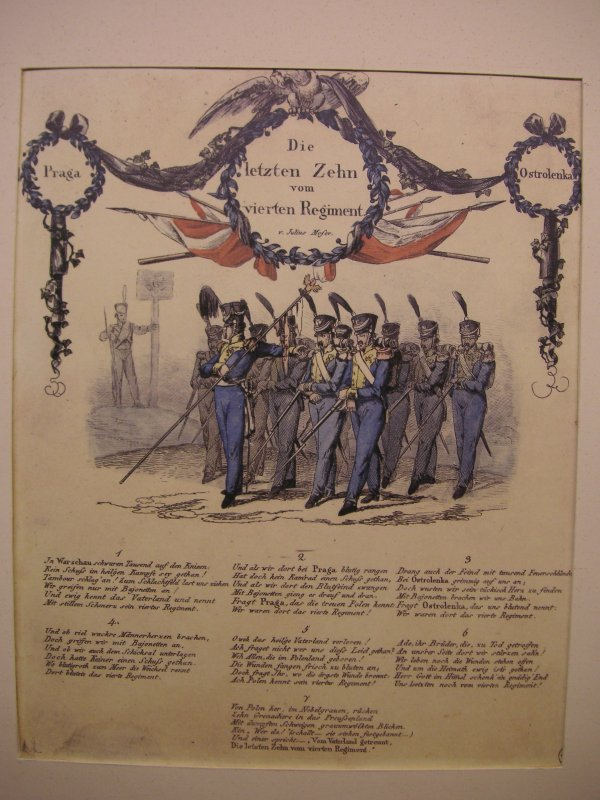
Oryginalny tekst pieśni

Walecznych tysiąc albo Tysiąc walecznych (org. Die letzten Zehn vom vierten Regiment, 5 stycznia 1832 rok) – pieśń z nurtu Polenlieder autorstwa niemieckiego poety Juliusa Mosena napisana ku czci żołnierzy 4 Pułku Piechoty Królestwa Polskiego (tzw. Czwartaków), którzy odznaczyli się męstwem w czasie powstania listopadowego. 
Melodia utworu pochodzi z zagranicy. Według niektórych badaczy napisał ją francuski kompozytor Joseph Denis Doche, według innych – niemiecki kompozytor Albert Lortzing, który zaczerpnął motyw z muzyki do dramatu Karla von Holteia Stary wódz (Der alte Feldherr), poświęconemu postaci Tadeusza Kościuszki.
Specjalizujący się m.in. w produkcji pocztówek o charakterze patriotycznym Salon Malarzy Polskich w Krakowie wydał kartę pocztową z polskimi słowami pieśni i grafiką Kajetana Saryusza-Wolskiego.
Pieśń na język polski przełożył Jan Nepomucen Kamiński. W polskim przekładzie zaczyna się od słów:

Walecznych tysiąc opuszcza Warszawę.

Przysięga klęcząc: naszym świadkiem Bóg!

Z bagnetem w ręku pójdziem w świętą Sprawę,

Śmierć hasłem naszem, niechaj zadrży wróg!

Już dobosz zabrzmiał, już sojusz zawarty,

Z panewką próżną idzie w bój Pułk Czwarty 